# Chrysobothris gebieni
Chrysobothris gebieni es una especie de escarabajo del género Chrysobothris, familia Buprestidae. Fue descrita científicamente por Kerremans en 1914.